# Footwork FA12
La Footwork FA12 è una monoposto di Formula Uno realizzata dalla scuderia Footwork per la stagione 1991.

## Contesto e sviluppo
La discontinuità di denominazione rispetto alle precedenti vetture della Arrows fu dovuta al cambio di proprietà del team, passato nelle mani dell'imprenditore giapponese Wataru Ohashi, che impose il nome dello sponsor.
Il debutto della FA12 era previsto per l'inizio della stagione, ma il nuovo motore Porsche 3512 era talmente ingombrante che la vettura dovette essere riprogettata per permetterne l'installazione in maniera adeguata; venne quindi utilizzata per le prime tre gare una versione modificata della A11 (la vettura dell'anno precedente), chiamata A11C.

## Carriera agonistica
La FA12 debuttò al Gran Premio di San Marino con Caffi, il quale fallì la qualificazione (mentre Alboreto dovette usare la vecchia A11C dopo aver distrutto il primo esemplare di FA12 durante i test). Per il successivo Gran Premio a Monaco entrambi i piloti ebbero a disposizione la nuova FA12; Caffi fallì nuovamente la qualificazione, a causa di un brutto incidente, mentre Alboreto non portò a termine la corsa. Nel Gran Premio del Canada Stefan Johansson sostituì Caffi, in convalescenza; questa volta entrambi i piloti riuscirono a qualificarsi, ma si ritirarono entrambi dalla gara. Il Gran Premio del Messico vide l'ultima apparizione del motore Porsche; Johansson fallì la qualificazione mentre Alboreto si ritirò nuovamente dalla corsa.
Per la corsa successiva in Francia, il team passò dal Porsche al Ford Cosworth DFR V8, installato in una versione modificata della vettura, chiamata FA12C. Ma i risultati non migliorarono; nelle ultime 10 gare della stagione il team collezionò solo 7 partenze e 4 arrivi a fine gara, con un 10º posto come miglior piazzamento.

## Risultati completi
| Anno | Vettura                      | Motore                         | Gomme | Piloti           |  |  |    |     |     |     |     |     |     |     |     |     |     |     |    |    |  |  |  |  |  |  |  |  | Punti | Pos. |
| ---- | ---------------------------- | ------------------------------ | ----- | ---------------- |  |  | -- | --- | --- | --- | --- | --- | --- | --- | --- | --- | --- | --- | -- | -- |  |  |  |  |  |  |  |  | ----- | ---- |
| 1991 | Footwork FA12 Footwork FA12C | Porsche 3512 Ford Cosworth DFR | G     | Michele Alboreto |  |  |    | Rit | Rit | Rit | Rit | Rit | NQ  | NQ  | NPQ | NQ  | 15  | Rit | NQ | 13 |  |  |  |  |  |  |  |  | 0     | -    |
| 1991 | Footwork FA12 Footwork FA12C | Porsche 3512 Ford Cosworth DFR | G     | Alex Caffi       |  |  | NQ | NQ  |     |     |     |     | NPQ | NPQ | NQ  | NPQ | NPQ | NPQ | 10 | 15 |  |  |  |  |  |  |  |  | 0     | -    |
| 1991 | Footwork FA12 Footwork FA12C | Porsche 3512 Ford Cosworth DFR | G     | Stefan Johansson |  |  |    |     | Rit | NQ  | NQ  | NQ  |     |     |     |     |     |     |    |    |  |  |  |  |  |  |  |  | 0     | -    |